# Nennius
Moine et compilateur du début du IXe siècle, Nennius (parfois mentionné Ninnius ou Nemnivus) est connu pour ses compilations en lien avec le calcul du temps (calendrier), mais surtout pour ses apports historiographiques attestés par les manuscrits de l'Historia Brittonum.

## Biographie
Son texte, très semblable à celui de son prédécesseur Gildas le Sage, a poussé certains chercheurs à s'interroger sur son existence réelle. Le récit historique de Nennius s'étend jusqu'au VIIIe siècle. 
En réalité, il s'avère n'être qu'un des multiples compilateurs brittons du texte manuscrit de l'Historia Brittonum. Dans la Préface, il se déclare « disciple du moine Elbodug/Elbodugus ». Il fut donc probablement lui-même moine. Cependant, ce « Prologue/Préface » n'est probablement pas authentique et serait une réécriture du XIe siècle.
Il fait partie des compilateurs cambro-latins du Haut Moyen Âge gallois. Pierre-Roland Giot donne une courte et juste biographie du personnage : « Le premier compilateur de l'Histoire bretonne, attribuée conventionnellement à un nommé Nennius, disciple de Elvodug, a dû travailler vers 829-830 ».
Nennius a été considéré comme l'auteur d'un groupe de manuscrits de l'Historia Brittonum. Cependant David Dumville montre que ces sources datent elles-mêmes du XIe siècle, soit plus de 200 ans après la mort de Nennius, d'où l'emploi par certains historiens de l'expression de « pseudo-Nennius ».
Un autre Nennius/Nemnivus est mentionné dans un manuscrit cambro-latin du IXe siècle (Bodleian Library, Oxford). En réponse à une affirmation d'un savant anglo-saxon selon lequel les Brittons ne disposaient pas d'alphabet, ce Nennius rétorque qu'il invente sur-le-champ un alphabet pour réfuter cette insulte. Selon Nora Chadwick, ce prétendu alphabet serait dérivé des runes anglo-saxonnes (futhark/futhorc) : « Indeed the names given to some of his letters seem to show evidence of an actual knowledge of their Saxon names » (1958). Les deux Nennius/Nemnivus mentionnés ne semblent être finalement qu'une seule et même personne.
D'autres historiens voient en Nennius un personnage fictif, l'historiographie brittonique et celle du Haut Moyen Âge gallois et breton demeurant très lacunaires (peu de sources écrites, malgré les nombreuses sources archéologiques).
Elbodug/Elbodugus est souvent identifié avec l'évêque de Bangor Elfoddw de Gwynedd. Ce dernier est surtout connu pour avoir favorisé en 768 le ralliement des Brittons/Gallois du pays de Galles au calcul canonique de la date de Pâques julienne tel que le faisaient les autres chrétiens de l'île. La mort d'Elbodug est attestée en 809 selon les Annales Cambriae (Annales galloises).
Il existe dans la bibliothèque cottonienne du muséum britannique un manuscrit latin de cet ouvrage, dont quelques parties ont été imprimées.

## Source partielle
- Pierre-Roland Giot, Bernard Merdrignac et Philippe Guigon, Les Premiers Bretons d'Armorique, coll. Archéologie & Culture, Presses Universitaires de Rennes, 2003.
- « Nennius », dans Louis-Gabriel Michaud, Biographie universelle ancienne et moderne : histoire par ordre alphabétique de la vie publique et privée de tous les hommes avec la collaboration de plus de 300 savants et littérateurs français ou étrangers, 2e édition, 1843-1865 [détail de l’édition]
- Nennius, Historia Brittonum (Histoire des Bretons), Traduction de Christiane M. J. Kerboul-Vilhon, Éditions du Pontig, Sautron,1999.
- (en) Nora K. Chadwick, Early Culture and Learning in North Wales, Studies in the Early British Church, 1958.
- (en) David N. Dumville, Nennius and the Historia Brittonum, Studia Celtica, 10/11 (1975/76), p. 78-95.
- (en) David N. Dumville, Histories and Pseudo-histories of the insular Middle Ages, 1990.